# 6082 Timiryazev
6082 Timiryazev (1982 UH8) là một tiểu hành tinh vành đai chính được phát hiện ngày 21 tháng 10 năm 1982 bởi L. V. Zhuravleva ở Nauchnyj.